# SubEdit-Player
SubEdit-Player – program pełniący funkcję głównie edytora napisów do filmów, ale także odtwarzacza filmów na licencji typu freeware. Umożliwia automatyczne włączanie kolejnych odcinków serialu oraz wyłączenie komputera po zakończeniu filmu lub po określonym czasie. Użytkowanie na Windows Vista i Windows 7 wymaga instalacji odpowiedniego patcha.
Oprogramowanie wykorzystywane przez m.in. Grupę Hatak do tworzenia napisów dialogowych do filmów i seriali.
Program aktualizowany był do końca roku 2008. Mimo późniejszych zapowiedzi autor nie wydał jednak nowej wersji.